# George Henry Falkiner Nuttall
Pour les articles homonymes, voir Nuttall.

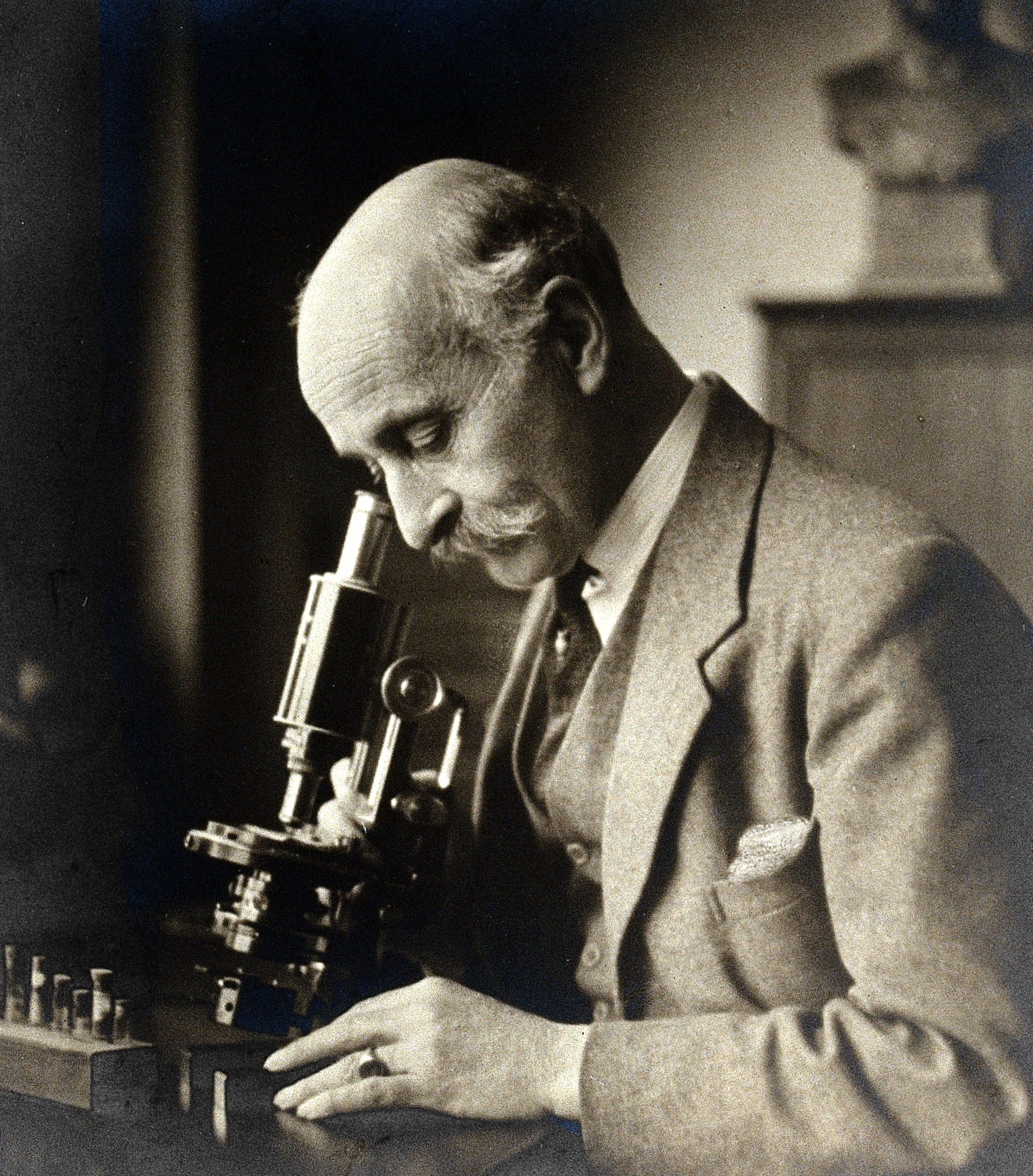
George Nuttall en 1931

George Henry Falkiner Nuttall est un biologiste britannique d'origine américaine, né le 5 juillet 1862 à San Francisco et mort le 16 décembre 1937 à Londres. Ses recherches ont été consacrées à la bactériologie et la parasitologie.

## Biographie
Il est le second fils de Robert Kennedy Nuttall, médecin d'origine irlandaise, et de Magdalena, née Parrott, originaire de San Francisco. L'américaniste Zelia Nuttall est sa sœur aînée. Son père s’installe d’abord en Australie avant d’exercer la médecine à San Francisco jusqu’à 1865. Il retourne alors en Europe. Le jeune Nuttall fait ses études en Angleterre, en France, en Allemagne et en Suisse. Il étudie, à partir de 1878, aux États-Unis, où il obtient un titre de docteur en médecine à l’université de Californie en 1884. L’année suivante, il part à Baltimore, à la Johns Hopkins University où il travaille auprès de Henry Newell Martin, inventeur d'une méthode pour isoler et étudier le cœur des mammifères. De 1886 à 1890, il séjourne en Allemagne, d’abord à Breslau puis à Göttingen. C’est là qu’il commence à s’intéresser à la botanique et à la zoologie. En 1891, Nuttall revient à Baltimore où il devient l’assistant du professeur de pathologie, William Henry Welch (1850-1934). Avec ce dernier, il étudie le rôle de Bacillus welchii dans la gangrène gazeuse.
Nuttall retourne en Europe en 1893, et reste en Allemagne jusqu’en 1899, à Göttingen puis à Berlin, où il travaille à l’institut d’hygiène comme assistant de Max Rubner (1854-1932) et Kurt Wolfgang Wolffhügel (1869-1951). C’est durant son séjour, en 1895, qu’il se marie avec Paula von Oertzen-Kittendorf, originaire du Mecklembourg-Schwerin. En 1897, il fait paraître un article, fruit de deux ans de recherche, sur le rôle des arthropodes dans la diffusion des maladies.
En mai 1899, et à l’invitation de Sir Thomas Clifford Allbutt (1836-1925), Nuttall vient donner des conférences sur la bactériologie médecine préventive à Cambridge. À la même époque, il fonde le Journal of Hygiene. Avec plusieurs autres chercheurs, il s’intéresse à l’histoire du paludisme en Grande-Bretagne et à la distribution des Anopheles. En 1904, à son instigation et à celle de Sir Patrick Manson (1844-1922), il convainc l’université de créer le premier diplôme d’hygiène et de médecine tropicale. La même année, il publie une monographie intitulée Blood Immunity and Blood Relationship où il analyse, par immunoprécipitation, le sang de six cents espèces différentes. Cette recherche apporte beaucoup à la compréhension des relations phylogénétiques des espèces et ouvre la voie vers l’analyse du sang, même en faible quantité, par la médecine légale.
En mai 1906, Nuttall devient membre du collège Christ Church, de l'université d'Oxford et commence à y enseigner. En octobre de la même année, il devient le premier détenteur de la chaire Quick de biologie et membre du Magdalene College. Le règlement de cette chaire stipule que son détenteur doit se consacrer à l’étude des protozoaires, spécialement ceux qui provoquent des maladies. Il commence alors à étudier la transmission des maladies par les tiques, recherches entreprises notamment en relation avec Cecil Warburton (1854-1958) et Louis Edward Robinson. En 1908, Nuttall fonde la revue Parasitology qu’il dirige jusqu’en 1933. Durant la Première Guerre mondiale, il mène des recherches sur les poux. En 1919, las des médiocres locaux où il poursuit ses recherches, il lance un appel de fonds pour fonder un institut de recherche parasitologique. Il reçoit une généreuse donation de M. et Mme Molteno qui permet de fonder l’institut Molteno pour la recherche en parasitologie, inauguré officiellement en 1921. En 1931, il démissionne de sa chaire où il est remplacé à David Keilin (1887-1963) et devient professeur émérite.
En plus de ses recherches, il s’intéresse à l’histoire de la parasitologie et rassemble plus de 300 portraits de parasitologistes qui sont exposés dans les couloirs de l’institut Molteno. Il est l’auteur de près de 200 publications. 

## Distinctions
- Docteur honoris causa
- Membre de la Royal Society
- Membre de l’ordre de Léopold II
- Commandeur de la Légion d'honneur[2].